# 追憶の日 (日系アメリカ人)

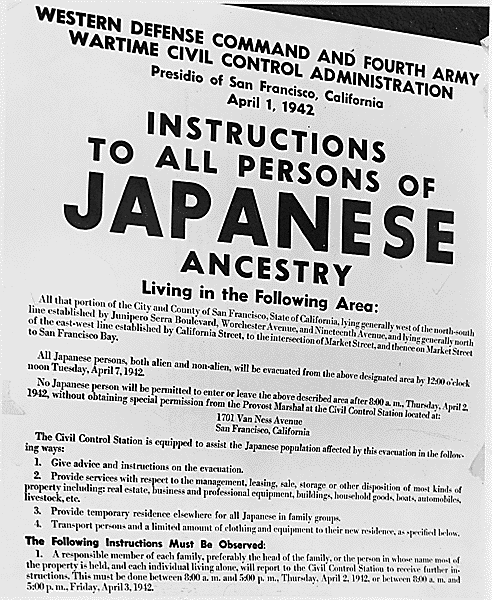
1942年2月19日、大統領令9066号に署名された。

追憶の日 (ついおくのひ、英語: Day of Remembrance (DOR)) は、第二次世界大戦中の日系人の強制収容を追憶する日。1942年2月19日、全ての日系アメリカ人が収容される大統領令9066号に署名された。2月19日前後に全米各地でイベントが行われる。

## ワシントン州
1978年11月25日、日系アメリカ人の強制収容に関する初の追憶の日が強制収容賠償委員会によりワシントン州で行われた。全米日系アメリカ人市民同盟(JACL)のほか、多数の教会、退役軍人団体、社会組織が共同スポンサーとなった。1942年に日系アメリカ人の第一次強制収容所として使用されていたキャンプ・ハーモニー跡地のピュアラップ・フェアグラウンドがメイン会場となった。当初反対されたが、最終的にウエスト・ワシントン・フェア委員会は無料で会場を使用することを投票による満場一致で同意した。州兵は収容者の一部が通った経路であるピュアラップからシアトルにあったシックズ・スタジアムまでのパレードを率いるため、1942年に使用されたものと類似した複数の大型トラックを貸与した。主催者には中国系アメリカ人作家のフランク・チンもいた。

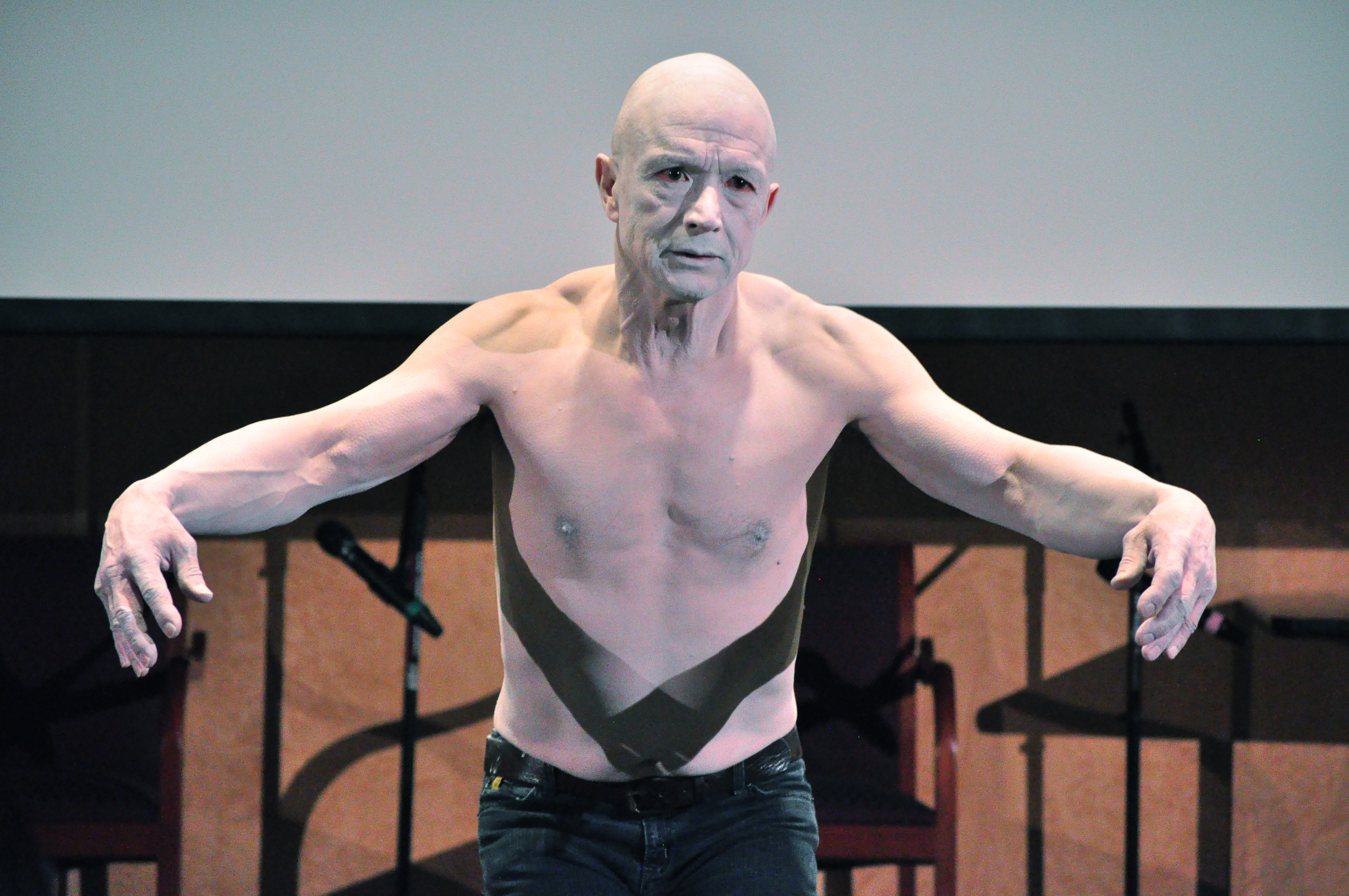
2014年2月22日、シアトルでの追憶の日イベントにて、ジェイ・ヒラバヤシによる両親ゴードン・ヒラバヤシとエスター夫妻へ捧げる暗黒舞踏

1997年、ワシントン大学アメリカ民族学部が追憶の日に関する講義を行ない、以降3年を除いて毎年行われている。2008年、「ロング・ジャーニー・ホーム」と名付けられた式典において、大統領令9066号の影響を受けた日系アメリカ人生徒449名全員に名誉学士号を与えた。
2003年、ワシントン州は追憶の日を公式に認めた。

## オレゴン州
1979年2月17日、ワシントン州でのイベントから3ヶ月弱でオレゴン州において最初の追憶の日のイベントが行われた。ワシントン州と同様、1942年にポートランド第一次強制収容所であったパシフィック・インターナショナル・ライヴストック・エクスポジション(現ポートランド・メトロポリタン・エクスポジション・センター)で行われた。

## カリフォルニア州
2013年、カリフォルニア州サンフランシスコにあるジャパンタウン (サンフランシスコ)で式典が行われた。ロサンゼルス郡は追憶の日を公式に認めている。